# Vladimir Vikulov
Vladimir Ivanovitj Vikulov, på ryska Владимир Иванович Викулов, född 20 juli 1946 i Moskva, död 9 augusti 2013 i Moskva, var en sovjetisk ishockeyspelare.
Högeryttern Vikulov spelade under sin karriär 195 landskamper för Sovjet och gjorde i dem 109 mål. I den sovjetiska ligan gjorde han 526 framträdanden och svarade för 283 mål. Han debuterade i den berömda CCCP-tröjan 5 december 1965 i en vänskapsmatch mot Sverige i Stockholm. Sovjet vann 3-2. Hans sista landskamp var en 7-3-seger mot Finland i Izvestijaturneringen 20 december 1977. Vikulov deltog i 7 VM och en Canada Cup (1976). Han var med om att vinna två OS-guld, i Olympiska vinterspelen 1968 i Grenoble och Olympiska vinterspelen 1972 i Sapporo. Han deltog också i de berömda Summit Series mot de kanadensiska proffsen 1972 och 1974.